# سناورد
سناورد، روستایی در بخش (شراو) در شهرستان خنداب در استان مرکزی در ایران است. محصولات کشاورزی این روستا از کیفیت بالایی برخوردار است. بیشتر مزارع آن در محلی به نام دیم‌زار بوده که علاوه‌برآن محلی هم به نام خرمن‌جا کنار آن بنا شده که مردمان، گندم و دیگر غلات را از کاه جدا می‌کردند.

## جمعیت
این روستا در بخش قرئ چای دهستان اناج قرار دارد و براساس سرشماری مرکز آمار ایران در سال ۱۳۸۵، جمعیت آن ۷۰۴ نفر (۲۰۰خانوار) بوده‌است.